# Turritis glabra
Arabette glabre
Espèce
Classification phylogénétique
Statut de conservation UICN

 LC  : Préoccupation mineure
L'Arabette glabre, Tourette glabre ou Tourelle (Turritis glabra), est une espèce de plantes herbacées de la famille des Brassicacées. C'est une bisannuelle à petites fleurs blanches.

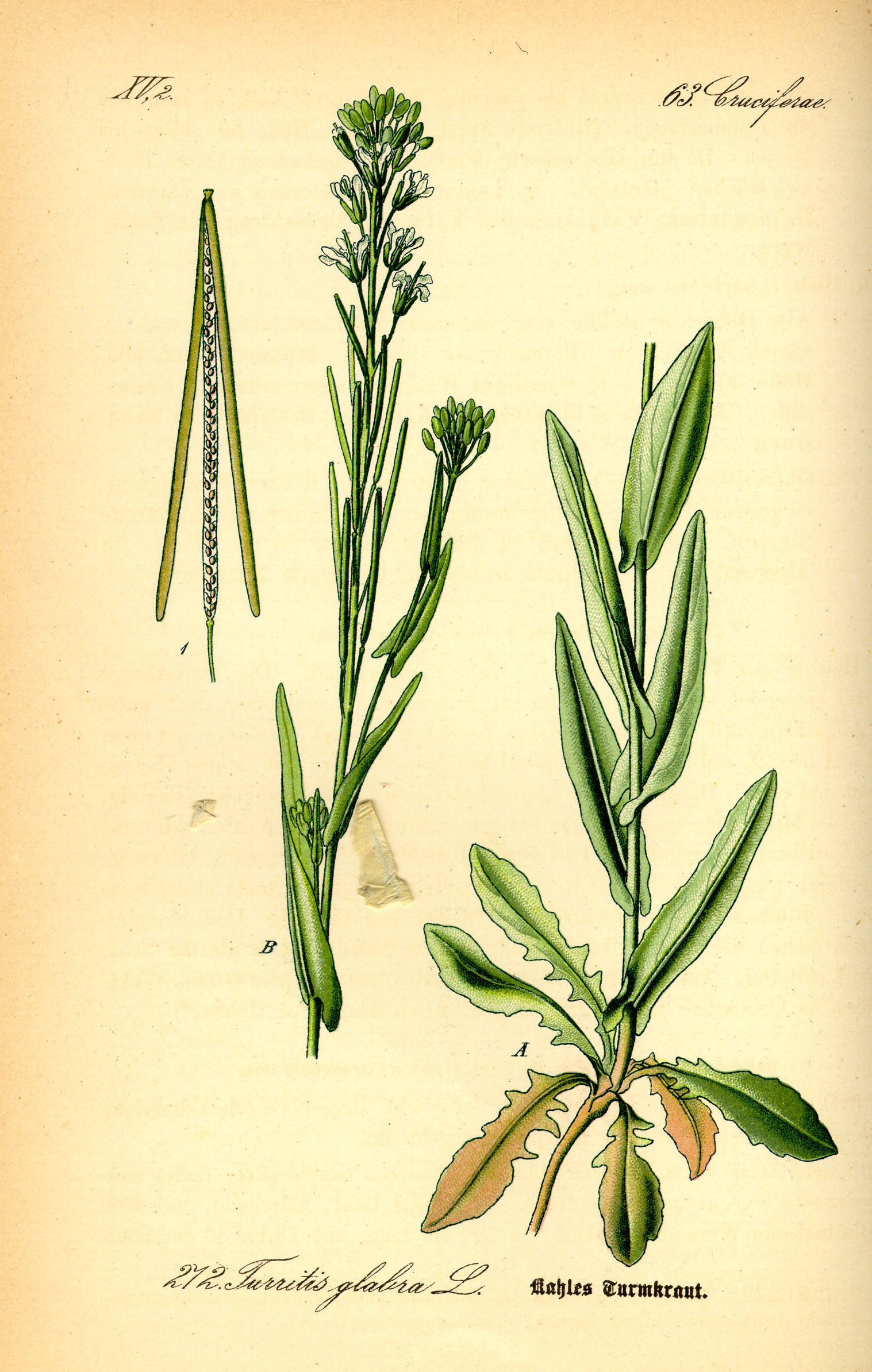
Illustration de Turritis glabra.

## Synonymes
- Arabis glabra (L.) Bernh., 1800
- Arabis perfoliata Lam.

## Description
La tige est dressée et robuste, simple ou ramifiée au sommet, un peu velue à la base. La hauteur varie de 30 à 90 cm. On trouve deux types de feuilles: les basilaires sont oblongues à bord sinués ou dentées disposées en rosette desséchées à la floraison; les feuilles de la tige sont dressées, glabres, entières et embrassantes avec des oreillettes. Fleurs petites blanc-jaunâtre. Fruits : siliques de 5-6 cm et aplaties.

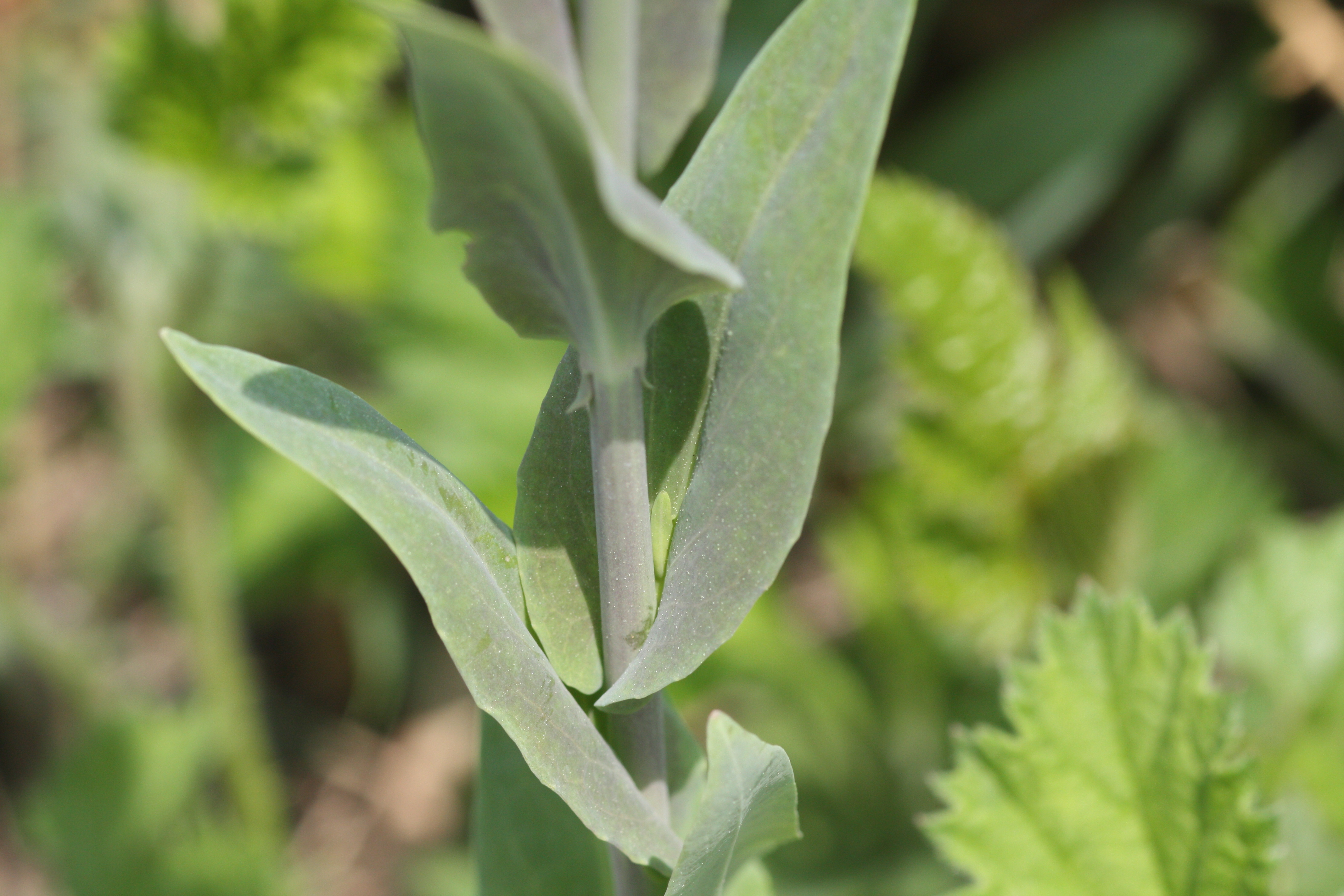
Tige et feuilles (détail)

## Biologie
Hémicryptophyte, souvent bisannuelle. Floraison mai à juillet.

## Habitats
Étages collinéen et montagnard (jusqu'à 800 m).
Talus, lisières forestières, coupes forestières, chemins forestiers.
L'espèce est pionnière et de pleine lumière. Elle se développe sur sols riches et assez secs.

## Distribution géographique
Eurasiatique et subméditerranéenne.
France: disséminé.

## Usages et propriétés
Antiscorbutique.[réf. nécessaire]